# Anamobaea
Genre
Anamobaea est un genre de vers annélides polychètes marins appartenant à la famille des Sabellidae. 

## Liste d'espèces
Selon World Register of Marine Species (28 avril 2016) :
- Anamobaea orstedii Krøyer, 1856
- Anamobaea phyllisae Tovar-Hernandez & Salazar-Vallejo, 2006